# Портмен-Роуд
«Портмен Роуд Стедіум» (англ. Portman Road Stadium) — футбольний стадіон в Іпсвічі, Англія, домашня арена ФК «Іпсвіч Таун».
Стадіон побудований та відкритий 1884 року. У 2002 році здійснено капітальну реконструкцію арени.